# Conferința Generală de la Minneapolis din 1888
Sesiunea Conferinței Generale din Minneapolis 1888 a fost o întâlnire a Conferinței Generale a Adventiștilor de Ziua a Șaptea ținută la Minneapolis, Minnesota în 1888. Ea este privită ca un reper în istoria Bisericii Adventiste de Ziua a Șaptea (BAZȘ). Participanții-cheie au fost Alonzo T. Jones și Ellet J. Waggoner care au prezentat un mesaj asupra „dreptății (neprihănirii)” primite prin credință, mesaj sprijinit de Ellen G. White, dar întâmpinat cu rezistență din partea unor lideri AZȘ precum George I. Butler, Uriah Smith și alții. Sesiunea a discutat aspecte teologice cruciale cum ar fi „îndreptățirea prin credință", natura divină a lui Hristos și relația dintre Legea lui Dumnezeu și Harul (Grația) lui Dumnezeu.

## Introducere
Sesiunea Conferinței Generale a BAZȘ din 1888 s-a ținut în Minneapolis, Minnesota. Ea a captat larga atenție a istoricilor bisericii, a teologilor și a membrilor laici, fiecare cu propria perspectivă și interpretare a evenimentelor specifice, a mesajului prezentat acolo și a reacțiilor ulterioare. „În ansamblu, institutul biblic al Conferinței Generale de la Minneapolis 1888 a implicat mult mai mult decât părea la prima vedere. A fost punctul culminant al unor întregi serii de acumulări."

## Experiența de bază
Întemeietorii Bisericii Adventiste de Ziua a Șaptea credeau în Domnul Iisus Hristos ca Mântuitor personal. Cei care trecuseră prin Mișcarea Milerită cunoscuseră în mod direct dezamăgirea, descurajarea, dar și profunda încredere în Hristos și în veridicitatea Sfintei Scripturi (Biblia). Pe măsură ce li se dezvăluiau adevărurile scripturale cu privire la profețiile sfârșitului timpului, tipologia sanctuarului mozaic și împlinirea ei în Hristos, precum și veșnicia Legii lui Dumnezeu, ei au înțeles necesitatea unei organizații ca mijloc de a proclama lumii aceste adevăruri. Noua mișcare apărută după 22 octombrie 1844 a fost oficial organizată ca biserică la 23 mai 1863, în Battle Creek, Michigan.
Credincioșii care au luat parte la dezvoltarea acestei denominații proveneau din diferite medii religioase, aducând cu ei în noua mișcare unele opinii teologice reminiscente. Două semnificative opinii perpetuate erau semi-Pelagianismul și semi-Arianismul. În timpul suferințelor Războiului Civil American și imediat după aceea, atenția BAZȘ s-a îndreptat mai mult către organizarea și dezvoltarea de bază a denominației, cu accent pe ascultarea de Cele Zece Porunci și pe eforturile de evanghelizare și de creștere a bisericii. Doctrinele despre mântuire și îndreptățire prin credință nu erau făcute proeminente în eforturile misionare ale BAZȘ, în principal pentru motivul că aceste doctrine erau familiare celor mai multe biserici. Preocuparea specială a AZȘ cu aceste doctrine și cu alte puncte teologice specifice a fost lăsată pentru o ulterioară focalizare și dezbatere.
"N-a fost nimic rău în acest progres material... Era corect și potrivit ca să fie stabilite instituții, ca lucrarea să se răspândească în noi regiuni și bisericile de pretutindeni să avanseze. Dar pastorii și laicii deopotrivă au confundat această creștere cu finalitatea și scopul real al Mișcării Adventiste – pregătirea spirituală pentru venirea lui Hristos. Rezultatul a fost confuzie, iar supraaprecierea și mulțumirea de sine au început să se arate în rapoartele săptămânale despre 'promovarea cauzei' așa cum se publicau în Review."